# 文武生
文武生是粵劇中的獨有行當，是生角的一種，把小武小生合併而成，負責表演文戲及參加武打場面。
由於要能文能武，對演員要求很高。現代粵劇有很多「女文武生」演出，為了讓身材變得魁梧，常常在戲服內加穿棉衣。高高的文武鞋也協助製造昂藏七尺的將帥形象。

## 著名女性文武生
- 陳皮梅
- 任劍輝
- 龍劍笙
- 陳劍聲
- 衛駿輝
- 蓋鳴暉
- 劉惠鳴

## 著名男性文武生
- 新馬師曾
- 何非凡
- 麥炳榮
- 陳笑風
- 林家聲
- 羅家英
- 呂雁聲
- 吳仟峰
- 林錦堂
- 文千歲
- 阮兆輝
- 梁漢威
- 龍貫天
- 李龍